# Asselfingen
Asselfingen là một xã ở huyện Alb-Donau ở bang Baden-Württemberg thuộc nước Đức. Đô thị này có diện tích 12,86 km², dân số thời điểm 31 tháng 12 năm 2020 là 1049 người.